# Eli Bildner
Eli Bildner (* in Phoenix, Arizona) ist ein US-amerikanischer Schauspieler.

## Leben
Bildner wurde in Phoenix geboren. Seine Schauspielausbildung erhielt er über verschiedene Schauspielkurse. 2007 gab er sein Schauspieldebüt in einer Nebenrolle im Film Jonna’s Body, Please Hold. Im selben Jahr spielte er in einer Episode der Fernsehserie Dr. House mit. In den nächsten Jahren folgten Besetzungen in verschiedenen Kurzfilmproduktionen sowie Auftritte in einzelnen Episoden verschiedener US-amerikanischer Fernsehserien wie Bones – Die Knochenjägerin, Desperate Housewives, Parenthood oder Mad Men. 2013 verkörperte er mit der Rolle des Tony Fiandaca eine der Hauptrollen im Fernsehfilm Youth Large. 2014 stellt er im Film Alpha House die Rolle des Studenten Stuart dar. 2017 hatte er eine Nebenrolle in Roman J. Israel, Esq. – Die Wahrheit und nichts als die Wahrheit inne. Seit 2019 stellt er die wiederkehrende Rolle des Joel Rapkin in der Fernsehserie The Morning Show dar. 2022 wurde er samt restlichen Ensemble für die Screen Actors Guild Awards 2022 in der Kategorie Bestes Schauspielensemble in einer Dramaserie nominiert.

## Filmografie (Auswahl)
- 2007: Jonna’s Body, Please Hold
- 2007: Dr. House (House, M.D., Fernsehserie, Episode 4x09)
- 2008: Learning How to Speak (Kurzfilm)
- 2008: Turning Point (Kurzfilm)
- 2008: Fitting (Kurzfilm)
- 2009: My Date (Fernsehserie, Episode 1x03)
- 2009: Nowhere to Hide
- 2009: Bones – Die Knochenjägerin (Bones, Fernsehserie, Episode 5x05)
- 2010: Oh Arizona (Kurzfilm)
- 2010: Before Harvest (Kurzfilm)
- 2011: Ham Sandwic (Kurzfilm)
- 2011: Out of the Shadows (Kurzfilm)
- 2011: Teen Choice 2011 (Fernsehspezial)
- 2011: Desperate Housewives (Fernsehserie, Episode 8x05)
- 2012: Parenthood (Fernsehserie, Episode 3x13)
- 2012: South Park (Fernsehserie, Episode 16x06)
- 2012: Mad Men (Fernsehserie, Episode 5x10)
- 2013: Twisted Tales (Fernsehserie, Episode 1x08)
- 2013: Youth Large (Fernsehfilm)
- 2014: Alpha House
- 2015: Mistaken – Rettungslos bescheuert (Tooken)
- 2015: A Date to Die For
- 2016: Silent Retreat
- 2016: I Love Dick (Fernsehserie)
- 2016: Single Miserable Human (Kurzfilm)
- 2016: 12 Deadly Days (Miniserie)
- 2017: The Mick (Fernsehserie, Episode 1x14)
- 2017: Bosch (Fernsehserie, 2 Episoden)
- 2017: Roman J. Israel, Esq. – Die Wahrheit und nichts als die Wahrheit (Roman J. Israel, Esq.)
- 2017: Startup (Fernsehserie, Episode 2x04)
- 2017: This Is Us – Das ist Leben (This Is Us, Fernsehserie, Episode 2x03)
- 2017: S.W.A.T. (Fernsehserie, Episode 1x04)
- 2017: Navy CIS: L.A. (NCIS: Los Angeles, Fernsehserie, Episode 9x11)
- 2018: Henry Danger (Fernsehserie, Episode 4x06)
- 2018: Unsolved (Miniserie, Episode 1x03)
- 2019: Beefcakes (Kurzfilm)
- 2019: GLOW (Fernsehserie, Episode 3x09)
- seit 2019: The Morning Show (Fernsehserie)
- 2020: The Big Show Show (Fernsehserie, Episode 1x02)
- 2020: Die Conners (The Conners, Fernsehserie, Episode 3x01)

## Theater (Auswahl)
- Fiddler on the roof, Arizona Jewish Theatre Company
- A midsummer night’s dream, NVC Playhouse
- Amerwrecka, The Belltable
- Going in, The Actor Space
- The Howie Monologues, Lonny Chapman